# Kyriakos Vidas
Kyriakos Vidas (grec moderne : Κυριάκος Βίδας), né le 7 août 1957, est un ancien joueur de basket-ball américain naturalisé grec. 